# Induktiver Koppler
Induktive Koppler sind spezielle Transformatoren, bei denen der Transformatorkern teilbar, das heißt beide Teile voneinander trennbar, sind. Dabei sitzt die Primärwicklung auf einem und die Sekundärwicklung auf dem anderen Teil des Kerns.

## Aufbau und Funktion
Die Funktionsweise entspricht dem üblichen transformatorischen Prinzip, allerdings muss das magnetische Wechselfeld zusätzlich den Luftspalt zwischen den Kernhälften überbrücken. Das ist nur bei geringen Abständen und mit zusätzlichen Verlusten möglich.
Ebenso wie beim Transformator, kann man elektrische Energie oder Nachrichten bzw. Daten übertragen. Der induktive Koppler wird immer dann eingesetzt, wenn es Gründe gibt, die Primär- von der Sekundärwicklung für eine bestimmte Zeit räumlich zu trennen.
Eine spezielle Form des induktiven Kopplers stellt der Drehübertrager dar. Bei ihm gibt es die zusätzliche Möglichkeit, das sich ein Kopplerteil zum Beispiel auf einer Achse befindet und dreht, während das andere Teil ruht. Hier sind spezielle Kernformen notwendig, wie z. B. ineinandertauchende Topfkerne.

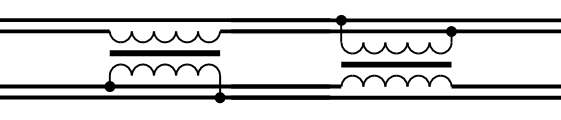
Schaltbild eines gerichteten Kopplers

Im Bild rechts ist eine Schaltung gezeigt, die das Signal eines Leitungspaares geringfügig auf ein anderes Paar übersprechen lässt. Man kann sie verstehen, indem man ein Signal auf einem Leitungspaar einlaufen lässt. Einer der Koppler reduziert die Spannung und der andere den Strom. Somit ist die Impedanz angepasst und es entstehen keine Reflexionen. Die relativen Vorzeichen von Spannung und Strom, die im zweiten Leitungspaar induziert werden, bestimmen die Richtung, in der das Signal ausläuft.
Für eine 3 dB-Kopplung, d. h. ein gleichmäßiges Aufspalten des Signals kann eine andere Sicht einfacher sein:
Zwei der Leitungspaare werden in eine Drehstromleitung zusammengefasst. Ein Drehstromtransformator kann dann das nun vektorielle Signal auf einen um 45° verdrehten Satz Leiter übersetzen, die dann wieder auseinandergeführt werden.

## Anwendungsbeispiele
- Unterwasserkoppler finden Verwendung in der Öl-/Gas-Förderung im Meer. Hier ist ein Kopplerteil an der Bohrstelle am Meeresgrund montiert, und die Bohrinsel senkt den anderen Kopplerteil an einem Kabel von oben ab. Die Koppler übertragen zum Beispiel Energie zur Auslösung von Ventilen und Daten von Steuereinheiten. Vorteil: Eine Bohrinsel kann sehr schnell zwischen mehreren Bohrlöchern wechseln.

- Telefonhörer mit induktivem Koppler: Personen mit Hörgeräten erhalten die akustischen Sprachsignale zusätzlich induktiv direkt in ihr Hörgerät übertragen (spezielle Telefone gerade für Senioren haben diese Option).

- Auslesekoppler für Messgeräte: Messgeräte wie z. B. Strom-, Gas- und Wasserzähler können durch einen Angestellten des Versorgungsunternehmens mit Hilfe eines induktiven Kopplers ausgelesen werden. Existierende Systeme in den USA, wo derartige Zähler häufig außer Haus sind, ermöglichen das schnelle Ablesen/Auslesen der Verbrauchsdaten ohne Zugang zur Wohnung.

- Ladestationen für akkubetriebene Kleingeräte, bei denen die Ladeenergie kontaktlos, das heißt ohne Steckkontakt, von der Basisstation in eine Wicklung im Gerät übertragen wird, z. B. elektrische Zahnbürsten.